# キエフ級駆逐艦
キエフ級駆逐艦（-きゅうくちくかん Kiev class destroyer）は、ソ連海軍の嚮導駆逐艦である。
ソ連海軍の計画名は48型駆逐艦（キエフ級）（Лидеры эсминцев проекта "Киев"）である。

## 概要

### 計画
48号計画は、中止となった20号計画（タシュケント改型の量産計画）の代替案として提案された。38号計画をもとに、20号計画で得られた成果を盛り込んだ拡大改良版という方針で計画は立てられた。
計画は、38号計画に比べいくつかの特徴を持っていた。ひとつは主砲配置の変更で、38号計画で単装砲であったものが20号計画と同じ連装砲に変更されていた。次に、熱隔壁も改良されていた。また、20号計画に影響を受けたイタリア風の流線型の増築部分や密閉式艦橋も特徴であった。そして、主要動力機関は平行して開発されたオグネヴォイ級駆逐艦の搭載機関と統一されていた。20号計画が中止となった最大の要因は、同計画型艦の原型艦であるタシュケントの搭載していたイタリア方式の動力機関であり、ソ連国内での製造が困難と考えられたことであった。そこで、キエフ級ではオグネヴォイ級と共通化することでこの問題を解決したのである。

### 建造
1番艦となったキエフは、1939年9月29日にニコラーエフの第198工場で起工された。12月には2番艦となるエレヴァンが起工された。レニングラートの第190工場で建造される艦は、スタリナバートと命名される予定であった。この他、さらに7 隻の同型艦が3つの造船所で建造される予定であった。
しかし、スタリナバード以降の発注は停止された。1940年末、戦術上の方針の変更に関連し、キエフ級駆逐艦の建造計画は縮小された。これによって、建造が予定された35型計画艦に必要資材を提供することが可能となるはずであった。両型の部品構成はほとんど共通していたのである。
結局、最初の2 隻のみの完成が許可され、建造に着手されていた3 隻目は解体された。キエフは1940年12月に、エレヴァンは1941年6月に進水した。同月、大祖国戦争が開始された。侵攻してきたナチス・ドイツ軍から逃れるため、8月に両艦はニコラーエフからバトゥーミやポティへ回航された。そして、そのまま終戦まで同地に留まった。
1945年4月12日、海軍人民委員部は両艦を新たに48K号計画に基づき完成させることを決定した。しかし、終戦を経た同年末、造船産業人民委員部はキエフとエレヴァンの建造延期を決定した。両艦の艦体は保管状態に入れられた。これは、実質的に艦の完成がもはやないであろうことを意味していた。

## 同型艦
|    | 艦名                            | 艦名の由来         | 工場  | 起工        | 進水        | 備考                                                               |
| -- | ------------------------------- | ------------------ | ----- | ----------- | ----------- | ------------------------------------------------------------------ |
| 1  | アルマ＝アタ Алма-Ата           | アルマ＝アタ       | 第546 | -           | -           | 起工準備のみで建造中止。                                           |
| 2  | アシュハバート Ашхабад          | アシュハバート     | 第545 | -           | -           | 起工準備のみで建造中止。                                           |
| 3  | エレヴァン Ереван               | エレヴァン         | 第358 | 1939/ 12/   | 1941/ 06/29 | バトゥーミへ疎開。 1945/04/12に48K号計画に基づき改設計。年末保管。 |
| 4  | キエフ Киев                     | キエフ             | 第357 | 1939/ 11/   | 1940/ 12/12 | ポティへ疎開。 1945/04/12に48K号計画に基づき改設計。年末保管。     |
| 5  | ペトロザヴォーツク Петрозаволск | ペトロザヴォーツク | 第359 | 1940/       | -           | 独ソ戦開戦後建造中止。 ナチス・ドイツ軍によって船台上で解体。      |
| 6  | スタリナバート Сталинабад       | スタリナバート     | 第542 | 1939/ 12/27 | -           | 建造中止。船台上で解体。                                           |
| 7  | アルハンゲリスク Архангельск    | アルハーンゲリスク | -     | -           | -           | 発注取り消し。                                                     |
| 8  | ムールマンスク Мурманск         | ムールマンスク     | -     | -           | -           | 発注取り消し。                                                     |
| 9  | オチャーコフ Очаков             | オチャーコフ       | -     | -           | -           | 発注取り消し。                                                     |
| 10 | ペレコープ Перекоп              | ペレコープ         | -     | -           | -           | 発注取り消し。                                                     |